# ヒョリの民宿
『ヒョリの民宿』(효리네 민박、Hyori's Home Stay)は、韓国JTBCにて放送されたバラエティ番組。

## 概要
イ・ヒョリとイ・サンスン夫妻が実際に住む済州島の家で民宿を運営し、実際に民宿スタッフと共にお客を迎えいれて一緒に楽しみながら、そこで起きたことをカメラに収めたリアリティーショーである。放送前から一緒に番組へ出演する一般の方の募集を行った。「誰でも好きなだけ無料で宿泊することができる」というユニークなコンセプトで注目を集めた。
シーズン1は2017年6月25日から9月24日まで放送された。スタッフとしてシーズン1にIUが出演した。全14回。
シーズン2は2018年2月4日から5月20日まで放送された。スタッフとしてユナ (少女時代)、6回～10回にはパク・ボゴムが出演した。全15回。

## キャスト

### メイン
- イ・ヒョリ
- イ・サンスン（朝鮮語版）

### 民宿スタッフ
- IU（シーズン1）
- ユナ (少女時代)（シーズン2）
- パク・ボゴム（シーズン2）

## 放送日程
| シーズン | 放送期間               | 放送局 | 放送時間                | エピソード |
| -------- | ---------------------- | ------ | ----------------------- | ---------- |
| 1        | 2017年6月25日～9月24日 | JTBC   | 毎週日曜日 21:00～22:40 | 全14回     |
| 2        | 2018年2月4日～5月20日  | JTBC   | 毎週日曜日 21:00～22:40 | 全15回     |

## 日本での放送
放送局
- KNTV（2018年）- シーズン1、2ともに放送

- BS12（2020年）- シーズン1、２ともに放送[2]
- アジアドラマチックTV（2020年）- シーズン2のみ放送[3]
- LaLaTV（2020年・2021年）- シーズン1、2ともに放送[4]

配信・レンタル
- Netflix - シーズン1、2ともに配信中[5]
- U-NEXT - シーズン1、2ともに配信中
- Hulu[6]
- Rakuten TV[7]
- GYAO!
- Amazon Prime Video（韓流チャンネル）[8]
- FOD[9]
- dTV